# Wilhelma

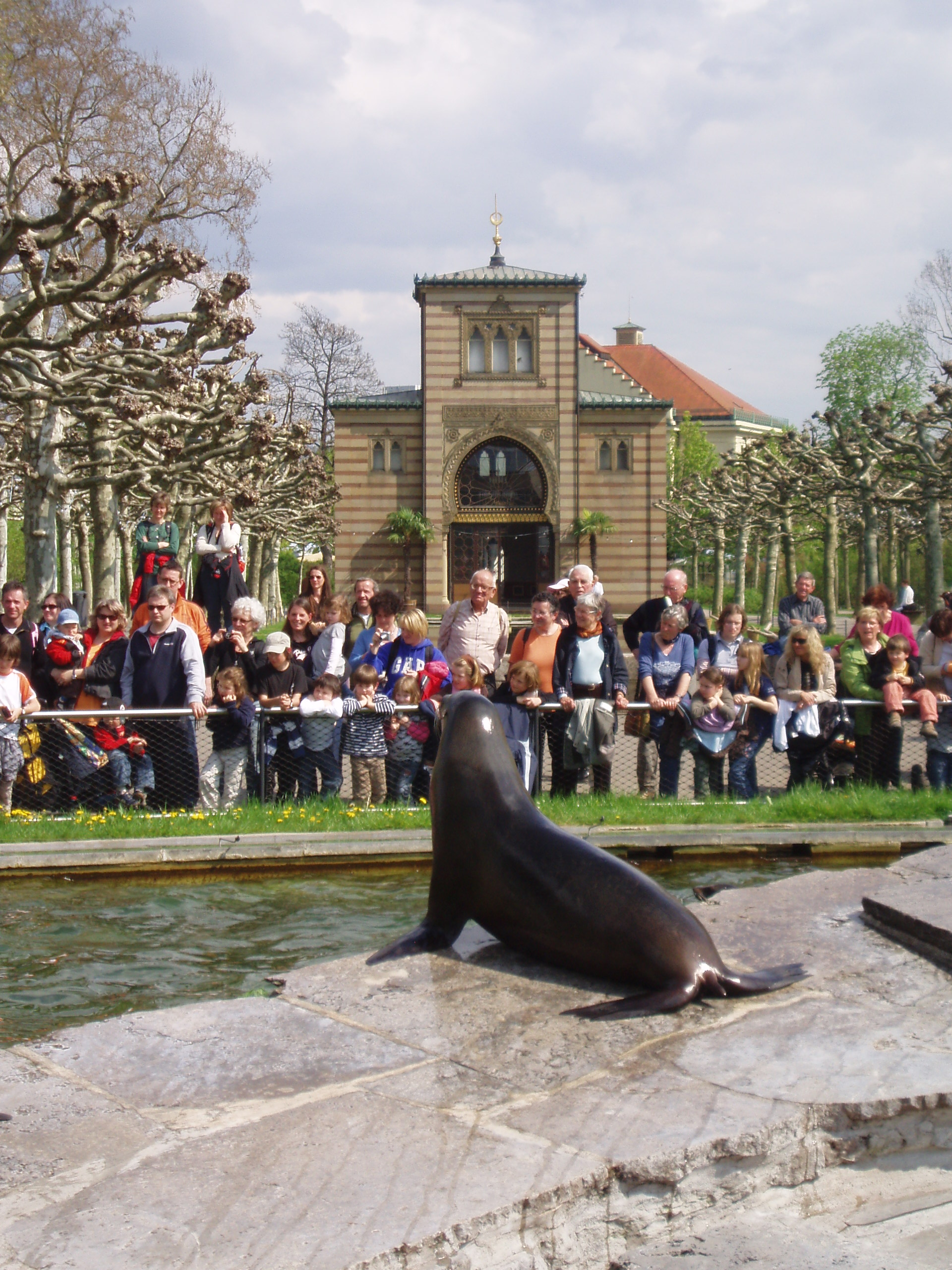
Edificio de estilo morisco.

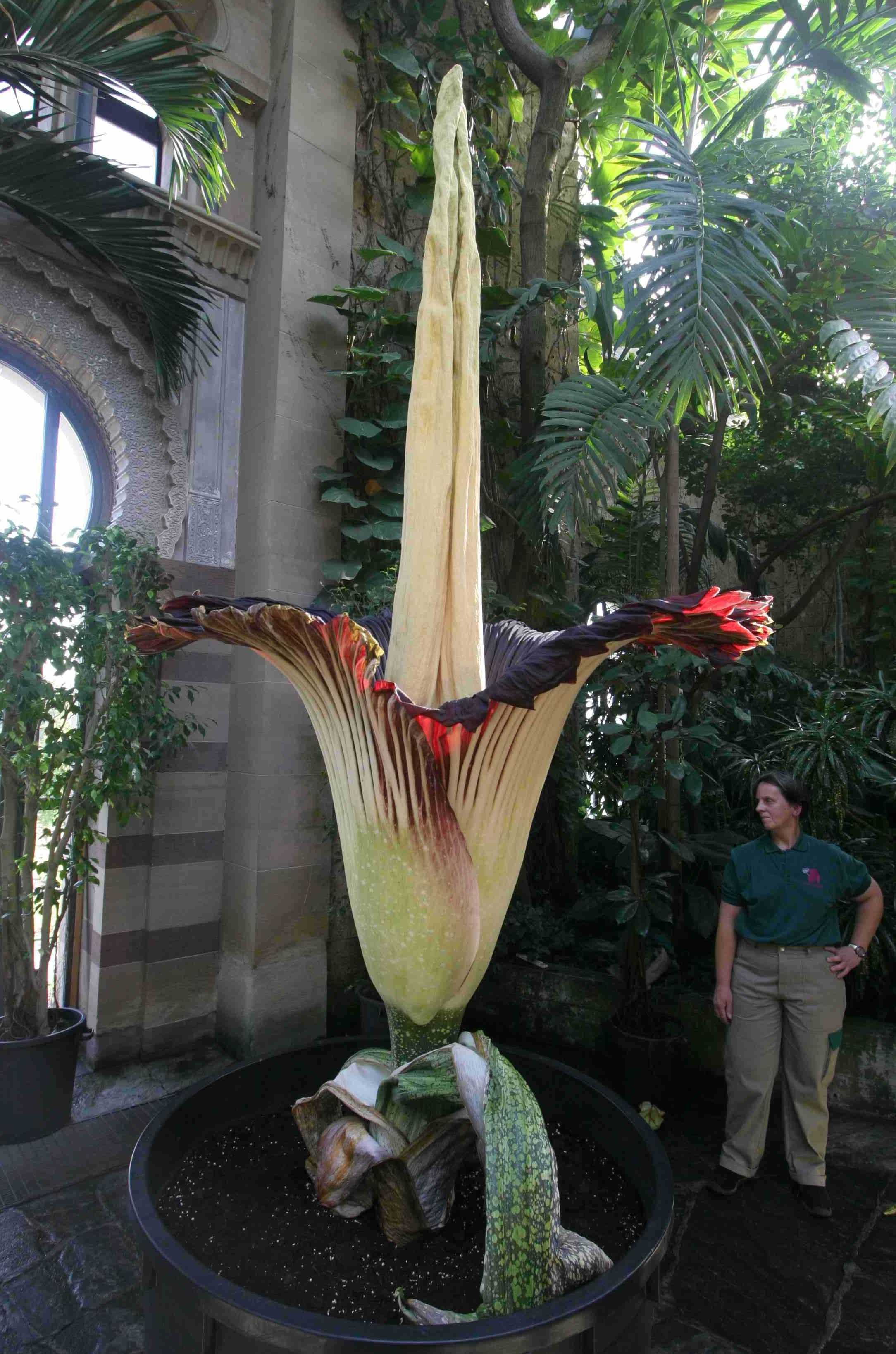
Amorphophallus titanum en Wilhelma.

El Wilhelma, zoológico y jardín botánico o en alemán, Wilhelma, zoologisch botanischer Garten es un zoológico y jardín botánico históricos que se encuentran en el parque Rosenstein, en Stuttgart, Alemania. 

## Localización
La entrada principal de Wilhelma se encuentra en Neckartalstraße, en el distrito de Stuttgart-Bad Cannstatt.
Cómo llegar:
- Por suburbano - U14, parada: Wilhelma, U13, parada: Rosensteinbrücke.
- Por autobús - n.º 52, 55, y 56, parada: Rosensteinbrücke.
- Con automóvil o bicicleta: siga las señales con "Elefante".

Hay un aparcamiento de pago en Neckartalstraße cerca de la entrada principal.

## Historia
En 1842, el rey Guillermo I dio la autorización para que se construyera una casa de baños en el límite del parque Rosenstein. Esta casa de baños de estilo morisco recuerda a la Alhambra o a los palacios de los cuentos de Las mil y una noches. Los edificios y los jardines moriscos fueron rodeados por lagos y corrientes de agua. 
Durante la Segunda Guerra Mundial, el edificio histórico de Wilhelma fue destruido, pero a pesar de la destrucción se pueden apreciar las reconstrucciones fidedignas actuales.

## Colecciones
La colección del jardín botánico contiene plantas de todo el mundo. La colección ocupa la mayor parte del área del jardín, conteniendo colecciones de árboles, arbustos, plantas perennes, anuales y bianuales. 
Las colecciones de plantas se pueden dividir entre las siguientes colecciones especiales:
- Los Invernaderos

Los invernaderos históricos se encuentran alineados, presentan una colección de plantas de climas cálidos de todo el mundo. Junto a los invernaderos, se muestra la colección de camelias del parque que tienen una antigüedad de 150 años. 
- Jardín y mansión morisca

En Wilhelma se encuentra un jardín sistemático con varios edificios al viejo estilo morisco que datan de 1842. Los visitantes encuentran en esta zona cientos de árboles de distintas partes del mundo además de un estanque con carpas Kois en el jardín morisco y ejemplares de Victoria regia la planta acuática más grande del mundo (cuyas hojas gigantes pueden soportar pesos por encima de 70 kilos). 
Dentro de la Villa morisca, hay varias secciones dedicadas a los helechos y a las plantas comestibles tropicales, con la parte central reservada para aves exóticas y animales nocturnos. 
- Amazonia

El edificio de nueva construcción Amazonia es una estructura de componentes metálicos, un alarde de un gran espacio´en el que no solamente hay una exposición de plantas de las montañas tropicales con palmeras, caobas, bromelias, orquídeas, manglares y bananas, sino que aquí se encuentran también monos, pájaros, reptiles y anfibios. 

## Galería

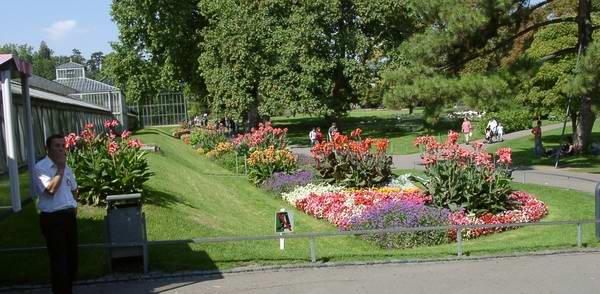
Jardines laterales de los Invernaderos de Wilhelma.
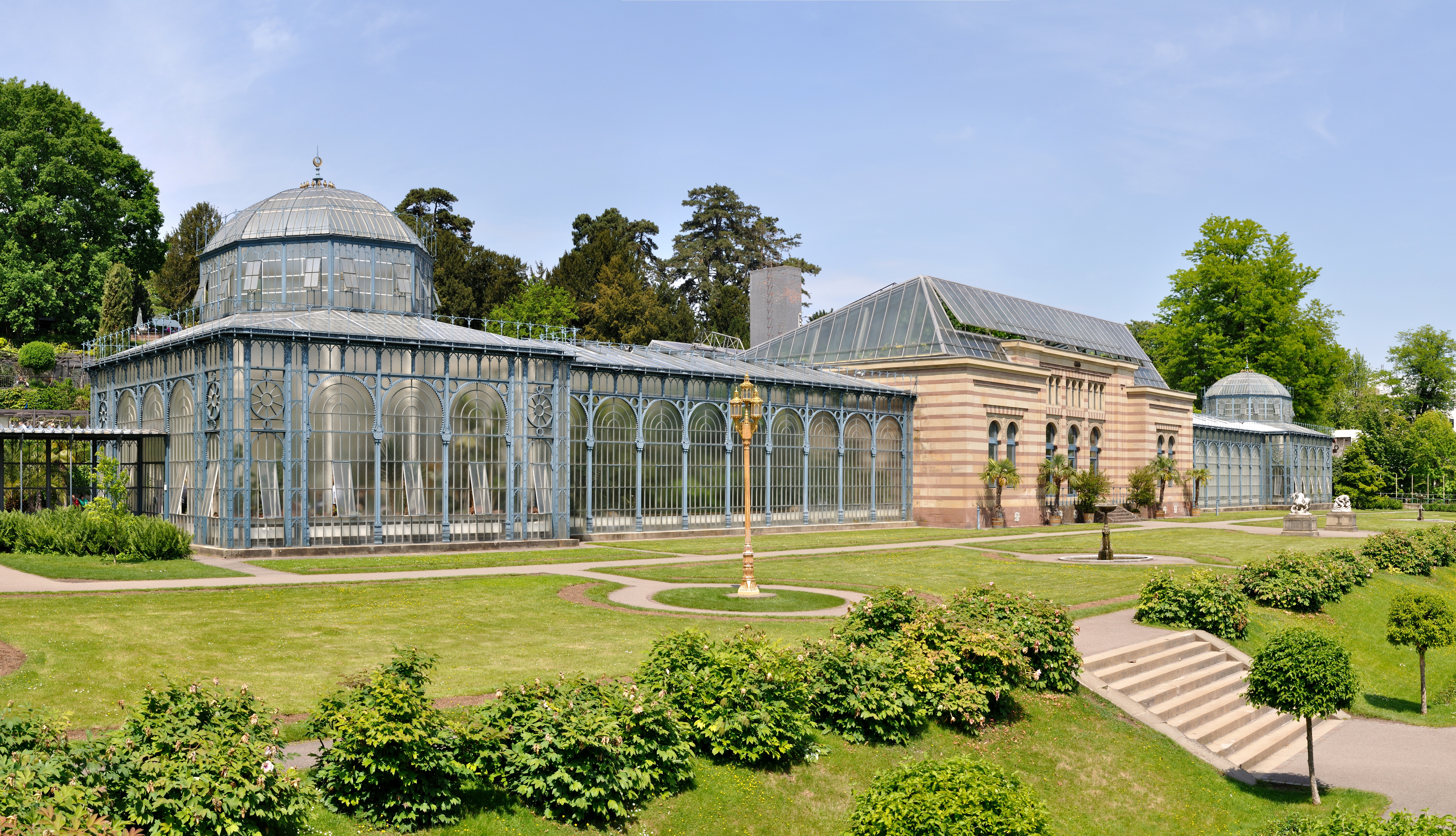
La Villa Moorish, construida en 1846, fue utilizada como residencia de verano de Wilhelm I, Rey de Württemberg. Actualmente es utilizada como invernadero.
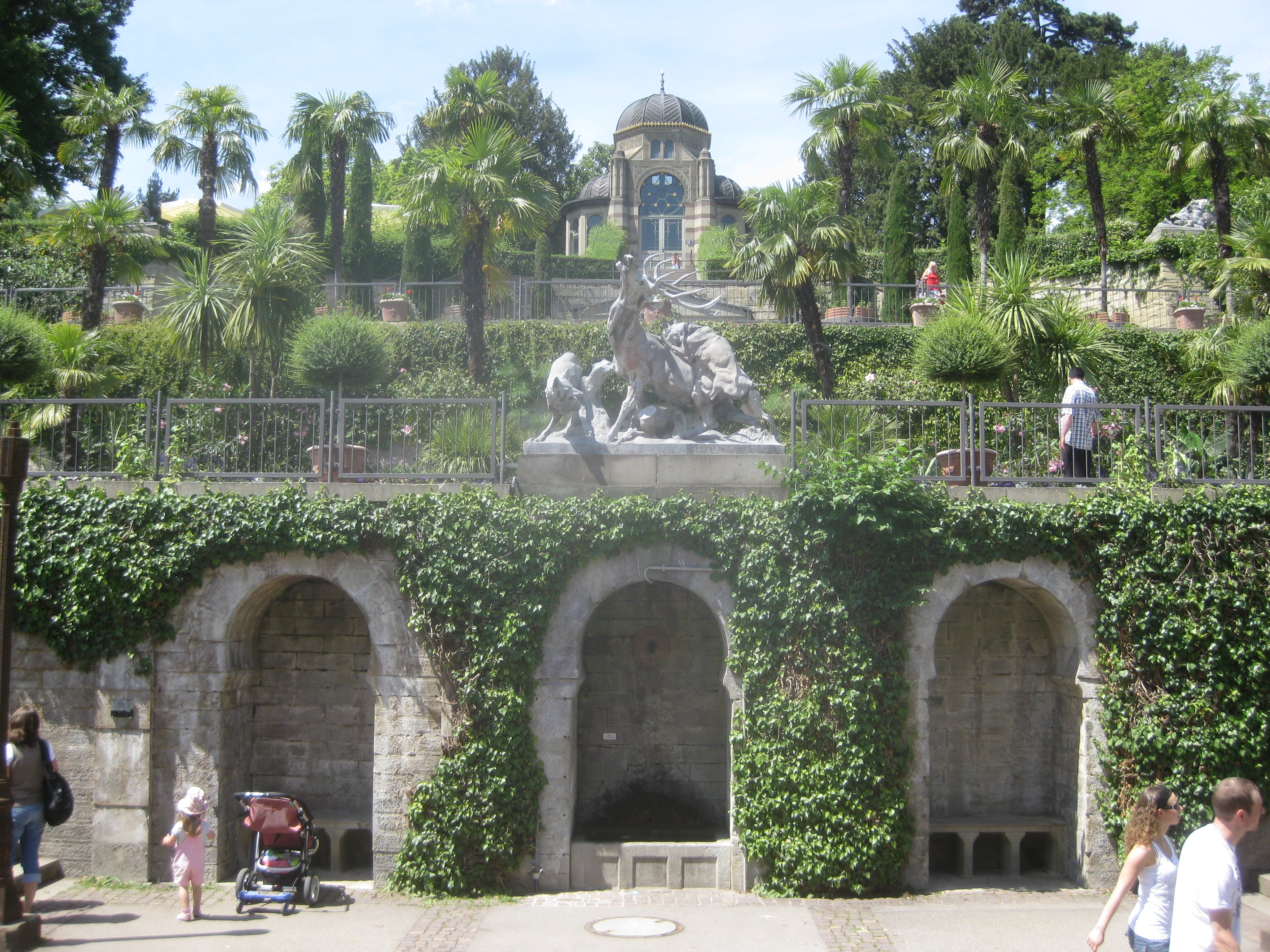